# Moderator (Physik)
Ein Moderator (lat. moderare ‚mäßigen‘) dient dazu,  freie Neutronen, die bei ihrer Freisetzung meist relativ energiereich (also schnell) sind, abzubremsen. Die Abbremsung erfolgt dabei durch wiederholte elastische Streuung an leichten Atomkernen, also solchen von Nukliden niedriger Massenzahl (siehe auch elastischer Stoß). Die vom Neutron abgegebene Energie wird als Rückstoß vom getroffenen Atomkern aufgenommen; dieser gibt sie in weiteren Stößen als Wärme an die umgebende Materie ab.
Das Wort Moderator kann das dazu verwendete Material oder auch ein fertiges Bauteil usw. bezeichnen.
Diese „Moderation“ ist begrifflich zu unterscheiden von der Verlangsamung der Neutronen durch unelastische Streuung an mittelschweren Materialien wie z. B. Eisen (manchmal „Degradation“ genannt). Diese wird für Neutronen mit Energien im MeV-Bereich z. B. in Abschirmungen häufig eingesetzt, oft kombiniert mit nachfolgender Moderation. Bei der unelastischen Streuung geht die vom Neutron abgegebene Energie hauptsächlich in Anregungsenergie des Atomkerns über; der Kern gibt sie anschließend als Gammastrahlung wieder ab.

## Materialien
Die durchschnittliche Bremswirkung eines elastischen Stoßes ist am stärksten bei gleich großen Massen der Stoßpartner. Bei zentralem Stoß würde dann ein einziger Zusammenstoß ausreichen, um das Neutron zum Stillstand zu bringen (siehe Kinematik). Deshalb ist Wasserstoff, besonders sein häufigstes Isotop 1H, dessen Kern ein einzelnes Proton ist, in dieser Hinsicht der wirksamste Moderator.
Vorteilhaft ist, dass Wasserstoff in vielen Materialien (wie Wasser, Paraffin, vielen Kunststoffen) rund 2/3 aller Atome darstellt. Verwendbar sind auch Deuterium als Bestandteil des schweren Wassers, Beryllium und Kohlenstoff. Helium ist als stets gasförmiger Stoff praktisch wenig geeignet.
Zahlenmäßig wird der Vorteil leichter Elemente als Moderator durch das mittlere logarithmische Energiedekrement ausgedrückt.
Die folgende Tabelle gibt Auskunft über die durchschnittliche Anzahl der Stöße, die notwendig ist, um ein durch Kernspaltung freigesetztes Neutron (typische Energie etwa 2 MeV) auf thermische Energie abzubremsen.
|                                       | Wasserstoff | Deuterium | Beryllium | Kohlenstoff | Sauerstoff | Uran      |
| ------------------------------------- | ----------- | --------- | --------- | ----------- | ---------- | --------- |
| Masse des Kerns in u                  | 01          | 02        | 09        | 012         | 016        | 0238      |
| Energiedekrement {\displaystyle \xi } | 01          | 00,7261   | 00,2078   | 000,1589    | 000,1209   | 0000,0084 |
| Anzahl der Stöße                      | 18          | 25        | 86        | 114         | 150        | 2172      |

## Moderationsfähigkeit
Zum Vergleich verschiedener Moderatoren lässt sich die Moderationsfähigkeit
{\displaystyle \xi {\tfrac {\sigma _{el}}{\sigma _{\gamma }}}} (englisch moderation ratio) verwenden. Sie berechnet sich aus dem mittleren logarithmischen Energiedekrement
{\displaystyle \xi =\ln {\tfrac {E_{0}}{E_{n}}}}  und dem Quotienten der Wirkungsquerschnitte für elastische Neutronenstreuung {\displaystyle \sigma _{el}} und Neutroneneinfang {\displaystyle \sigma _{\gamma }}.
| Moderator       | ξ     | σel   | σγ     | σel / σγ | Moderationsfähigkeit |
| --------------- | ----- | ----- | ------ | -------- | -------------------- |
| Leichtwasser    | 0,920 | 25,47 | 0,33   | 00077,17 | 0071                 |
| Schweres Wasser | 0,509 | 05,57 | 0,0005 | 11139,49 | 5670                 |
| Graphit         | 0,128 | 05,25 | 0,0035 | 01500    | 0192                 |

Die Moderationsfähigkeit von Leichtwasser ist trotz des hohen Energiedekrements wegen des großen Einfangquerschnitts vergleichsweise niedrig.

## Anwendungen

### Kernreaktoren
Das wichtigste Einsatzgebiet von Moderatoren sind Kernreaktoren, in denen die bei der Kernspaltung von Uran-235 oder Plutonium-239 entstehenden schnellen Neutronen auf thermische Energie abgebremst werden. Schnelle Neutronen rufen nur selten eine Kernspaltung hervor; ein thermisches Neutron dagegen löst mit viel höherer Wahrscheinlichkeit (Wirkungsquerschnitt) eine neue Kernspaltung aus. Ein moderierter Reaktor benötigt deshalb für die selbsterhaltende Spaltungskettenreaktion eine sehr viel geringere Menge an Kernbrennstoff (siehe auch Kritische Masse) als ein „schneller“, ohne Moderator arbeitender Reaktor. In Kernkraftwerken technisch genutzt werden Wasserstoff (als leichtes (gewöhnliches) Wasser), Deuterium (als schweres Wasser) und Kohlenstoff in Form von Graphit.
In Leichtwasserreaktoren wird gewöhnliches Wasser als Moderator verwendet. Ein Nachteil ist die Absorption von Neutronen durch das Wasser. Dieser Neutronenverlust wird ausgeglichen, indem angereichertes Uran (235U) verwendet und die Uranmenge vergrößert wird. Für Leichtwasserreaktoren spricht, dass leichtes Wasser preiswert und nicht brennbar ist und im Fall einer Überhitzung des Reaktors (Reaktorunfall) verdampft. Dann ist keine Moderation mehr vorhanden und die Kettenreaktion erlischt.
Reiner Graphit ist relativ leicht herzustellen und zeigt sehr geringe Neutronenabsorption. Ein graphitmoderierter Kernreaktor kann daher mit nicht-angereichertem Uran (Natururan) betrieben werden. Der erste 1942 unter Leitung von Enrico Fermi in Chicago gebaute und funktionsfähige Versuchsreaktor war so konstruiert. Graphitmoderierte Leistungsreaktoren sind die britischen Magnox-Reaktoren, ebenso die später in der Sowjetunion entwickelten RBMK-Reaktoren, die heute nur noch in Russland in Betrieb sind. Beim Reaktorunfall von Tschernobyl im Jahre 1986 konnte die Kettenreaktion des überhitzten RBMK-Reaktors nicht mehr unterbrochen werden; der Graphit behielt seine moderierenden Eigenschaften und durch die Leistungssteigerung wurden die Brennelemente stark überhitzt. Es kam zu einem enormen Druckanstieg mit anschließender explosionsartigen Zerstörung des Reaktorraums einschließlich der Fragmentierung von Brennmaterial. Der größte Schaden entstand aber, weil der Graphit (reiner Kohlenstoff) brannte und die heißen Rauchgase die radioaktiven Partikel mit in große Höhen transportierten. Ein weiterer graphitmoderierter Leistungsreaktortyp ist der gasgekühlte Hochtemperaturreaktor.

### Reaktoreigenschaften bei verschiedenen Moderatoren
Die Wahl des Moderators hat Auswirkungen auf die Eigenschaften des Reaktors:
- Schweres Wasser hat lediglich eine geringe Tendenz (kleinen Wirkungsquerschnitt) für Neutroneneinfang. Daher können mit schwerem Wasser moderierte Reaktoren mit Natururan betrieben und vergleichsweise klein gebaut werden, weshalb sie in mobilen Anwendungen wie Atom-U-Booten bevorzugt eingesetzt werden.
- Leichtes Wasser absorbiert durch die Neutroneneinfangreaktion 1H(n,{\displaystyle \gamma })2H Neutronen. Um dies auszugleichen, müssen diese Reaktoren mit angereichertem Uran betrieben werden und deutlich mehr Volumen besitzen.
- Graphit, also Kohlenstoff, absorbiert zwar nur geringfügig, bremst die Neutronen aber erst nach sehr vielen Stößen (siehe Tabelle oben) auf die notwendige niedrige Geschwindigkeit. Deshalb sind die Kerne graphitmoderierter Reaktoren deutlich größer als die von Leichtwasserreaktoren.

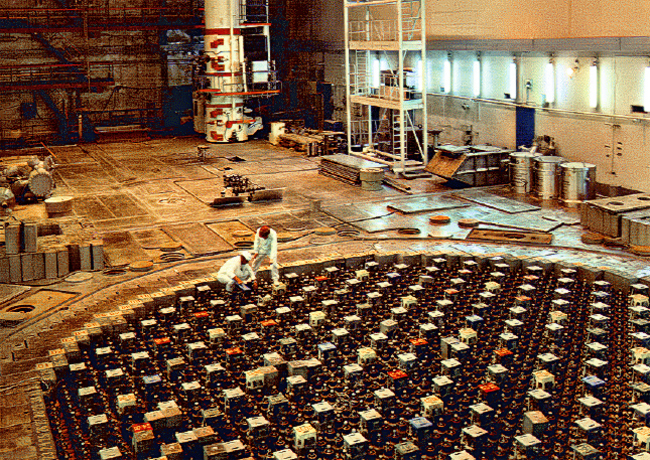
Zwei Techniker auf dem Kern eines der graphitmoderierten Reaktoren (Typ RBMK-1500) im Kernkraftwerk Ignalina

Brutreaktoren enthalten keinen Moderator, weil bei ihnen die Spaltung durch schnelle Neutronen erwünscht ist. Das hier zur Kühlung verwendete Natrium (mit seiner Massenzahl 23) hat einen sehr viel geringeren moderierenden Effekt als Wasser.

### Andere Anwendungen
Moderatoren werden auch in Abschirmungen gegen Neutronen verwendet, oft in Mischung mit einem Absorber für thermische Neutronen wie Bor oder einer Lithiumverbindung.
In Verbindung mit einer Neutronenquelle wird ein Moderator benutzt, wenn ein Neutronenspektrum mit großem thermischem Anteil bereitgestellt werden soll, beispielsweise für Neutronenaktivierungsmessungen.
In vielen Neutronendetektoren werden die Neutronen durch einen Moderator auf thermische Energie gebracht, damit dann zu ihrem Nachweis eine Absorptionsreaktion wie etwa 10B(n,alpha) genutzt werden kann. Ein Beispiel ist der Long Counter.
In allen diesen Fällen wird als Moderator meist Wasserstoff benutzt, oft in Form von festem Paraffin oder von Kunststoffen.